# Пчельников, Владимир Владимирович
Владимир Владимирович Пчельников (род. 30 марта 1970, Кандалакша, Мурманская область) — советский и российский футболист, вратарь. После завершения карьеры — тренер, с лета 2024 года — тренер вратарей в клубе «Локомотив» (Москва).

## Карьера игрока

### Ранние годы
Воспитанник СДЮШ Кандалакша. Сначала играл на различных позициях в поле, с 1981 года — вратарь. Первый тренер — Геннадий Тютерев.

### «Спартак» (Москва)
Летом 1985 Пчельников приехал на просмотр в московский «Спартак» и был взят в команду, но считался пятым вратарём, после Рината Дасаева, Станислава Черчесова, Александра Шишкина и Андрея Михалычева.
В 1986 году провёл три матча за дублирующий состав «Спартака», в следующем сезоне был в составе «Красной Пресни» из второй лиги, но не провёл ни одного матча.
Дебютировал в составе основной команды в матчах Кубка Федерации. Первый матч в чемпионате СССР провёл 25 июля 1988 года в гостевом матче против ленинградского «Зенита» (0:0). Подменяя травмированного Дасаева, отыграл ещё два матча (оба — 0:1).

### «Торпедо» (Москва)
В 1989 из аренды в «Спартак» из «Локомотива» вернулся Черчесов, и Пчельников дал согласие на переход в «Торпедо».
В 1989—1993 годах был вторым вратарём вначале после Валерия Сарычева, потом — после Александра Подшивалова и за пять лет провёл только два матча в последних турах чемпионата-1992. В трёх следующих сезонах был основным вратарём «Торпедо», в 1995 году не пропускал голов на протяжении 767 минут. В 1996 году был капитаном команды. В мае 1997 получил тяжёлую травму позвоночника и на поле в сезоне больше не выходил.

### Дальнейшая карьера
В 1998 году перешёл в «Томь» из первого дивизиона.
В 1999—2001 годах играл в воронежском «Факеле», в двух последних сезонах провёл четыре матча в высшем дивизионе.
В 2002 году играл за астраханский «Волгарь-Газпром» из первого дивизиона.
В 2003 годах выступал во втором дивизионе за луховицкий «Спартак» и новосибирский «Чкаловец-1936». В 2004 году играл за «Видное».
В 2005—2006 годах за «Сатурн», а в 2006—2007 за «Торпедо-РГ».

## Карьера в сборной
В феврале 1989 года Пчельников в составе молодёжной сборной СССР участвовал в Чемпионате Мира. Сборная вылетела в 1/4 финала, проиграв в памятном матче сборной Нигерии — после часа игры сборная СССР вела 4:0, однако затем пропустила четыре мяча и уступила в серии пенальти.

## Карьера тренера
В 2008—2009 годах работал тренером вратарей в центре подготовки футболистов московского «Динамо» им. Л. И. Яшина.
С 25 февраля 2010 по 5 июня 2013 — тренер вратарей в молодёжной команде московского «Спартака».
16 июля 2013 года был переведён из молодёжной команды «Спартака» во вновь созданный фарм-клуб «Спартак-2». В этом должности работал до июня 2014 года.
С 29 июля по 6 октября 2014 года тренировал вратарей в дубле московского «Торпедо».
С 7 октября 2014 по 8 июня 2015 — тренер вратарей молодёжной команды «Ростова».
В феврале 2017 года вернулся в молодёжную команду московского «Спартака». В этой должности работал до декабря 2018 года
В январе 2019 года после ухода Рината Дасаева назначен тренером вратарей в «Спартак-2». 16 января 2021 года покинул «Спартак-2».
11 января 2019 года стал работать с вратарями в штабе Михаила Галактионова в молодёжной сборной России, при этом Пчельников параллельно остался в системе «Спартака».
Летом 2023 года перешёл на должность тренера вратарей в ярославском «Шиннике».

## Достижения
«Торпедо» (Москва)
- Обладатель Кубка России: 1993

СССР (до 16)
- Бронзовый призёр чемпионата Европы: 1986